# Andreu Claret i Casadessús
Andreu Claret i Casadessús   (Súria, 1908 - Barcelona, 4 de gener de 2005) fou un polític català, pare del defensor de la cultura catalana a Occitània Joan Claret i Solé, del periodista Andreu Claret i Serra i dels músics Lluís Claret i Serra i Gerard Claret i Serra.
El 1931 va participar en la fundació d'Esquerra Republicana de Catalunya. Malgrat que va rebutjar l'oferta del president Lluís Companys per formar part de l'administració de la Generalitat de Catalunya, va acceptar, en canvi, l'encàrrec del president de restaurar l'ordre republicà a la Fatarella després de les col·lectivitzacions de la FAI. Com a responsable dels hospitals de la Segona República Espanyola, va ajudar molts republicans a sortir del país. Ja a França, sota l'ocupació alemanya, va col·laborar amb la resistència i va ajudar i acollir exiliats republicans, entre altres Pau Casals i Pompeu Fabra. Detingut per la Gestapo, va aconseguir escapar de l'hospital on l'havien traslladat.
Acabada la guerra es va convertir en la persona de confiança de Pau Casals i va crear l'Associació Pau Casals d'ajuda als exiliats. El 1949 es va instal·lar a Andorra. Al llarg de tot aquest temps va treballar en oficis molt diversos (ebenista, gerent de circ, explotador forestal, decorador), però finalment va poder encarrilar la seva energia cap al camp per al qual des de petit mostrava un interès extraordinari: les carreteres i les comunicacions. Va aconseguir canviar la vida d'Andorra obrint el port d'Envalira —el més alt d'Europa i l'única comunicació d'Andorra amb França—, que fins aleshores romania tancat tot l'hivern a causa de la neu. El seu prestigi com a especialista en comunicacions d'alta muntanya va anar creixent cada vegada més. Fou també un del màxims impulsors del túnel del Cadí.
El desembre de 1962, arran de la gran nevada de Barcelona, l'alcalde Josep Maria de Porcioles i Colomer li va demanar que vingués a Barcelona per tal de restablir les comunicacions de la ciutat. Malgrat que el règim franquista mantenia una ordre de detenció en contra seu, va ser rebut per milers de barcelonins a la plaça de Sant Jaume. A partir de llavors, se'l va conèixer com el «Príncep de les Neus». El 2004 va rebre la Medalla d'Honor de Barcelona.
Un cop entrada la democràcia, va ser assessor dels governs de la Generalitat de Catalunya de Jordi Pujol i de l'Ajuntament de Barcelona en l'alcaldia de Pasqual Maragall en temes de neu.
Després d'estar ingressat deu dies a la clínica Sagrada Família de Barcelona per un trencament del fèmur, Andreu Claret va morir el 4 de gener de 2005 a l'edat de 96 anys.